# گلدن بت
گلدن بت (به انگلیسی: Golden_Bat) یک برند سیگار ایجاد شده در امپراتوری ژاپن است؛ که در حال حاضر توسط تنباکوی ژاپن تولید می‌شود. مالک فعلی این برند تنباکوی ژاپن است. این برند در سال ۱۹۰۶ پایه‌گذاری گردید.